# Antoni Moskau
Antoni Moskau (ur. 10 marca 1904 w Sulmierzycach, zm. 4–7 kwietnia 1940 w Katyniu) – polski lekkoatleta i piłkarz, ekonomista, podporucznik rezerwy lotnictwa Wojska Polskiego, ofiara zbrodni katyńskiej.

## Życiorys
Syn Stanisława i Marii z Simińskich. Ukończył Wyższą Szkołę Handlową w Poznaniu uzyskując tytuł magistra ekonomii. W 1926 ukończył Szkołę Podchorążych Rezerwy Lotnictwa mianowany od 1 stycznia 1932 podporucznikiem. W 1934 przydzielony do 3 pułku lotniczego. 
Był jednym z najlepszych piłkarzy Gimnazjalnego Klubu Sportowego Venetia Ostrów Wielkopolski. W późniejszym okresie należał do AZS Poznań. W latach 1927–1930 czołowy sprinter w Wielkopolsce. Wicemistrz Polski w biegu sztafetowym 4x100 metrów na 10. Mistrzostwach Polski Seniorów w Lekkoatletyce w 1929 (wraz z Pawlarczykiem, Piechockim, Pernakiem). Działacz sportowy poznańskiego środowiska akademickiego. W 1927 założyciel Koła Sportowego Studentów WSH w Poznaniu. 
W okresie międzywojennym pracował m.in. w firmach „Sirius”, „Blask” oraz „Wspólnota Interesów” w Katowicach.
W sierpniu 1939 zmobilizowany do 3 pułku lotniczego. We wrześniu 1939 pilot-obserwator na lotnisku Ławica. W czasie kampanii wrześniowej 1939, po agresji ZSRR na Polskę, dostał się w okolicach wsi Zwiniacz, niedaleko Tarnopola w rejonie czortkowskim, do niewoli sowieckiej w trakcie ewakuacji personelu z bazy lotniczej nr 3 w kierunku Rumunii. Początkowo przebywał w obozie przejściowym w Szepetówce. Następnie od 17 października 1939 był osadzony w obozie orańskim. Według stanu z 1 listopada 1939 był już jeńcem obozu specjalnego w Kozielsku. Między 3 a 5 kwietnia 1940 został przekazany do dyspozycji naczelnika Zarządu NKWD Obwodu Smoleńskiego – lista wywózkowa bez numeru z 1 kwietnia 1940. Między 4 a 7 kwietnia 1940 zamordowany w Katyniu przez funkcjonariuszy Obwodowego Zarządu NKWD w Smoleńsku oraz pracowników NKWD przybyłych z Moskwy na mocy decyzji Biura Politycznego KC WKP(b) z 5 marca 1940. Ofiary tej zbrodni grzebano w bezimiennych mogiłach zbiorowych, gdzie od 28 lipca 2000 mieści się oficjalnie Polski Cmentarz Wojenny w Katyniu. W miejscu tym prowadzone były ekshumacje i prace archeologiczne, jednak Antoni Moskau nie został zidentyfikowany.

## Upamiętnienie
5 października 2007 minister obrony narodowej Aleksander Szczygło mianował go pośmiertnie na stopień porucznika. Awans został ogłoszony 10 listopada 2007 w Warszawie, w trakcie uroczystości „Katyń Pamiętamy – Uczcijmy Pamięć Bohaterów”.
13 kwietnia 2016, w ramach akcji „Katyń... pamiętamy” / „Katyń... Ocalić od zapomnienia”, w ogrodzie Pałacu Prezydenckiego został zasadzony Dąb Pamięci poświęconego wszystkim Ofiarom Zbrodni Katyńskiej, certyfikat z numerem 1.